# Digimon Story: Time Stranger
Digimon Story: Time Stranger (デジモンストーリー タイムストレンジャー, Dejimon Sutōrī Taimu Sutorenjā) est un jeu vidéo de rôle, tiré de la franchise médiatique Digimon. Il s'agit du septième jeu de la sous-série Digimon Story des jeux Digimon, huit ans après Digimon Story: Cyber Sleuth - Hacker's Memory. Il s'agira du premier jeu de la série sur Xbox Series X/S

## Synopsis
Le jeu retrace les aventures de Dan et Kanan Yuki, agents d'ADAMAS, une organisation secrète enquêtant sur des phénomènes anormaux. L'un des deux protagonistes (selon le choix du joueur) découvre un Digimon à Shinjuku, une zone de Tokyo scellée par le gouvernement. Une mystérieuse explosion le transporte huit années en arrière, et une course contre la montre s'engage alors pour « comprendre l'effondrement imminent du monde et tenter d'y mettre un terme ».

## Univers
Le voyage dans le temps est le sujet principal du jeu. Le joueur peut choisir entre deux personnages principaux : Dan et Kanan Yuki. L'un part à l'aventure tandis que l'autre incarne le rôle d'opérateur qui lui indique les directives à suivre depuis le quartier général d'ADAMAS. Le joueur peut arpenter de mondes distincts : le monde réel et le digimonde. Plus précisément, le joueur peut visiter les quartiers de Shinjuku et Akihabara, à Tokyo, ainsi que Iliad, le cœur du digimonde,.

## Développement
Ce jeu est annoncé pour la première fois le 8 décembre 2017, juste avant la sortie de Digimon Story: Cyber Sleuth - Hacker's Memory. Le producteur Kazumasa Habu déclare que la création d'un nouveau jeu pour PlayStation 4 à partir de zéro (les autres jeux récents de l'époque étant des sorties sur console portable) prendrait environ quatre ans de développement, ils décident donc de développer Hacker's Memory et le nouveau jeu Digimon Story simultanément, et de sortir Hacker's Memory en premier. Ainsi, les fans n'auraient pas à attendre longtemps le prochain jeu.
Un an plus tard, le 12 septembre 2018, Bandai reconfirme le développement du jeu et déclare que — parallèlement à Hacker's Memory qui avait été créé pour la même raison — ils avaient décidé de créer Digimon Survive pour donner plus de temps à l'équipe de Digimon Story et pour s'assurer une fois de plus qu'il n'y ait pas de grand écart entre les sorties des jeux vidéo Digimon.
En 2019, les deux jeux Cyber Sleuth sont portés sur de nouveaux systèmes, pour les mêmes raisons que les annonces des deux jeux précédents. Digimon Survive se retrouve repoussé de plus de trois ans, devant initialement sortir en 2019, avant d'être repoussé à 2022. Le 27 février 2022, Bandai confirme à nouveau que le jeu Digimon Story est en cours de développement et révèle que le jeu se déroulera dans le monde numérique (contrairement aux deux jeux Cyber Sleuth) et que le jeu aura pour personnages principaux les Olympos XII (litt. « 12 dieux de l'Olympe »).
Le 20 février 2024, Habu révèle qu'il ne travaillait plus sur les jeux Digimon depuis avril 2023. Il déclare que le jeu était toujours en cours de développement, mais que quelqu'un d'autre avait repris son rôle. Le 12 février 2025, huit ans après avoir été annoncé pour la première fois, la première bande-annonce est diffusée lors d'un stream State of Play, la plateforme étant désormais la PlayStation 5. Quelques heures plus tôt, le jeu fait l'objet d'une fuite par GameStop qui a déclaré que le jeu serait également disponible sur Xbox Series X/S, ce qui en ferait le premier jeu Digimon Story sur Xbox. Le jeu est ensuite listé sur Steam quelques heures plus tard. Entretemps, Ōgure Ito est annoncé comme concepteur des boss à combattre.